# Ma Zhenzhao
Ma Zhenzhao (n. 5 noiembrie 1997, Binzhou⁠(d), Republica Populară Chineză) este o sportivă ce a reprezentat Republica Populară Chineză, medaliată olimpică. A participat la 2 ediții ale Jocurilor Olimpice (2020, 2024) în care a câștigat o medalie de bronz.